# 平海天后宫
平海天后宫，位于中国福建省莆田市平海镇平海村。1996年9月2日公布为第四批福建省文物保护单位。2013年3月5日公布为第七批全国重点文物保护单位。